# Volskové
Volskové nebo Voluskové (lat. Volsci) byl ve starověku italický kmen, který sídlil v jihovýchodní části Latia, v povodí řeky Liri. Z této hornaté krajiny na pomezí Abruzza se patrně stěhovali na západ do nížiny, kde se dostali do konfliktu s Římany. Podle Tita Livia se střetli už s pololegendárním králem Tarquiniem a později ještě několikrát. Kolem roku 300 př. n. l. si Římané Volsky – jako poslední na Apeninském poloostrově – nakonec podrobili a udělili jim status „spojenců“ a římské občanství. 

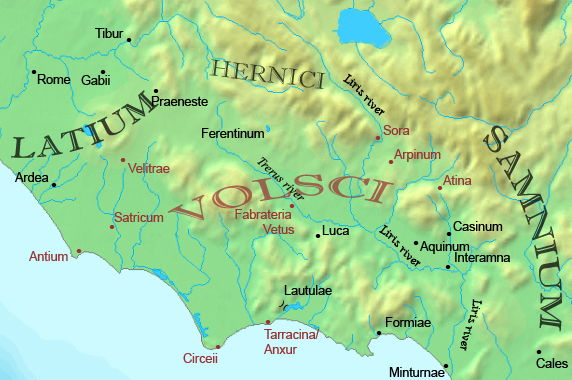
Mapa území Volsků (červeně jsou jejich města)

## Coriolanus
Jedno z těchto střetnutí souvisí s legendárním hrdinou a římským generálem Coriolanem, který získal své čestné cognomen za to, že roku 493 př. n. l. dobyl volské město Corioli. Když musel z Říma uprchnout, uchýlil se  k volskému vůdci Tullovi Aufidiovi do Antia (dnes Anzio) a přesvědčil ho, aby Římu vyhlásil válku. Když oblehli Řím, konsulové vyslali posly se žádostí o mír, kterou Coriolanus odmítl. Coriolanova matka a manželka ho však uprosily a válka tak skončila. Tento příběh je základem pro Shakespearovu tragédii Coriolanus. 

## Území a jazyk
Mezi volská města patrně patřilo Anzio, Velletri nebo Arpino. Volskové hovořili italickým jazykem, blízkým umbrijštině a vzdálenějším vůči latině, v němž se však zachovalo jen několik krátkých nápisů. 

## Slavní Volskové
- Tullus Aufidius, legendární náčelník Volsků v 5. století př. n. l.
- Marcus Tullius Cicero, rodák z Arpina
- Gaius Marius († 86 př. n. l.), římský generál a politik, rodák z Arpina
- Augustus (63 př. n. l. – 14 n. l.), římský císař, který v mládí žil ve Velletri a možná se tam i narodil.